# شمس الدين حامد

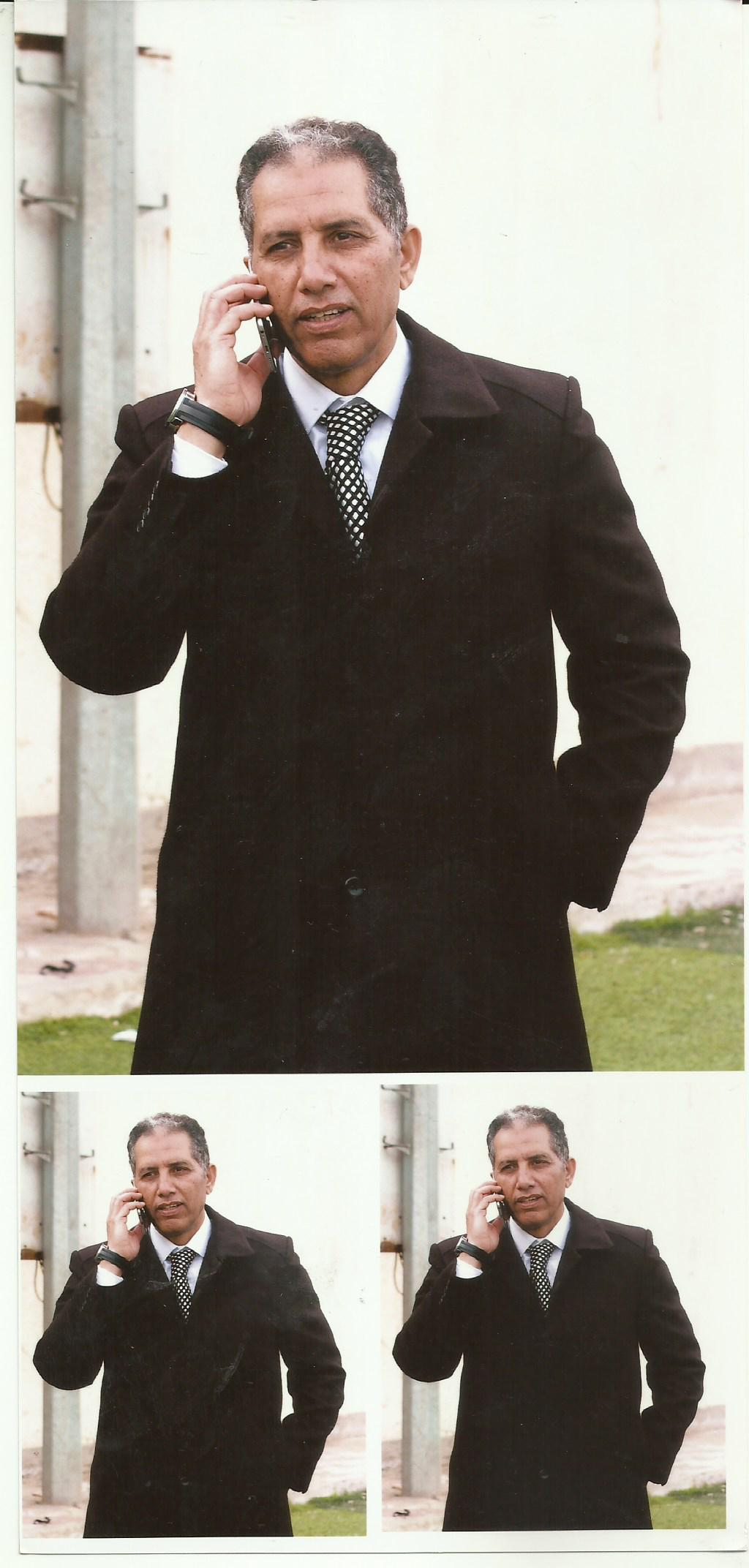

شمس الدين حامد محمود لاعب سابق نادي الأهلي المصري ومدرب مصري، مواليد 1963 في القاهرة.

## الخبرات الرياضية
- المدير الفني والإداري لاكاديميات نادي الجزيرة – أبوظبي 1996 .
- المدير الفني لقطاع الاكاديميات نادي الجزيرة الرياضي – أبوظبي من عام 1996 حتي عام 2000 .
- المدير الفني لقطاع الناشئين بنادي الوحدة – أبوظبي من عام 2000 حتي عام 2006 .
- المدير الفني لاكاديميات النادي الاهلي المصري من عام 2006 حتي عام 2009 .
- المدير الفني لنادي بني عبيد المصري موسم 2009 – 2010 .
- المدير الفني لنادي الشرقية المصري (قسم ممتاز «ب») موسم 2010 – 2011 .
- المدير الفني لنادي الاخدود بالمملكة العربية السعودية 2012 – 2013 .
- المدير الفني لمنتخب مصر لكرة القدم الشاطئية عام 2014.
- الدورة الاساسية رقم 93 عام 1991 تحت إشراف اللجنة الاولمبية المصرية.
- الدورة المتقدمة رقم 70 عام 1992 تحت إشراف اللجنة الاولمبية المصرية.
- دبلومة في كرة القدم تحت إشراف الاتحاد الروماني لكرة القدم عام 1995.
- الدورة الدولية تحت إشراف الاتحاد الدولي لكرة القدم (FIFA) عام 1999 .
- الدورة الدولية تحت إشراف الاتحاد الهولندي لكرة القدم عام 2000 .
- الدورة الدولية المتقدمة تحت إشراف الاتحاد المصري لكرة القدم فبراير 2007 .
- الدورة الاساسية رقم 67 تحت إشراف النقابة العامة للمهن الرياضية أبريل 2007 .
- الدورة الدولية تحت إشراف الاتحاد الدولي بالنمسا مايو 2007 .
- الدورة دولية لاختيار المواهب تحت إشراف اللجنة الاولمبية الاسيوية.
- الدورة الدولية للمدربين (CAF Coaching license “C”).
- الدورة الدولية للمدربين (CAF Coaching license “B”).
- الدورة الدولية للمدربين (CAF Coaching license “A”).

## كلاعب
- لاعب النادي الاهلي المصري (الناشئين) منذ عام 1978 حتي عام 1984 .
- لاعب النادي الاهلي المصري (الفريق الأول) منذ عام 1984 حتي 1990 .
- لاعب المنتخب العسكري المصري موسم 1987/1988 .
- لاعب محترف بنادي سداب العماني موسم 1990/1991 .
- لاعب محترف بنادي النصر العماني موسم 1991/1992.
- لاعب النادي الاسماعيلي المصري موسم 1992/1993 .
- شرطة الإمارات موسم 94 – 1995.
- لاعب محترف بدوري المؤسسات بدولة الإمارات موسم 1995/1996

## كمدرب
- الصعود بنادي الشرقية من الدرجة التالثة إلي ممتاز «ب» موسم 2010-2011
- الصعود بنادي بني عبيد المصري من الدرجة الثانية الي الممتاز «ب» موسم 2009 – 2010 .
- الصعود بنادي الاخدود السعودي من الدرجة الثالثة الي الدرجة الثانية موسم 2011- 2012 .
- الحصول علي البطولة العربية الثالثة لكرة القدم الشاطئية – مصر – شرم الشيخ – مايو 2014.[2]
- الصعود بنادي دمياط الرياضي الي دوري الدرجة الثانية «ممتاز ب» موسم 2016 - 2017.
- البقاء في دوري الدرجة الثانية المصري بنادي المنزلة بعد ماكان مهدد بالهبوط موسم 2018-2019.
- البقاء في دوري الدرجة الثانية السعودي بفريق الأمل بعد ماكان مهدد بالهبوط للدوري الدرجة الثالثه موسم 2019 - 2020.